# 장흥안양중학교
장흥안양중학교(長興安良中學校)는 대한민국 전라남도 장흥군 안양면 운흥리에 있는 공립 중학교이다.

## 학교 연혁
- 1974년 1월 5일 : 학교 설립 인가
- 1974년 3월 8일 : 개교 및 입학식 거행
- 2024년 3월 1일 : 제22대 백형표 교장 부임
- 2025년 1월 10일 : 제49회 졸업 7명(총 4,747명)
- 2025년 3월 4일 : 신입생 9명 입학

## 참고 자료
- 장흥안양중학교 - 한국교육학술정보원 학교알리미